# Südpazifikspiele 2007
Die Südpazifikspiele 2007 wurden vom 25. August bis zum 8. September 2007 in Apia, Samoa ausgetragen. Diese Spiele waren die 13. Auflage der Veranstaltung seit 1963. Insgesamt nahmen 5000 Athleten aus 22 Nationen und Territorien teil. Hauptaustragungsort war der Apia Park.

## Teilnehmer
Insgesamt 22 Nationen nahmen an den Spielen teil:
| - Amerikanisch-Samoa - Cookinseln - Fidschi - Föderierte Staaten von Mikronesien - Guam - Kiribati - Marshallinseln - Nauru - Neukaledonien - Niue - Norfolkinsel | - Nördliche Marianen - Palau - Papua-Neuguinea - Salomonen - Samoa - Tahiti - Tokelau - Tonga - Tuvalu - Vanuatu - Wallis und Futuna |

## Sportarten
| - 7er-Rugby - 9er-Rugby-League - Badminton (Details) - Baseball - Basketball - Beachvolleyball - Bodybuilding - Bogenschießen - Bowls - Boxen - Cricket - Fußball (Details) - Gewichtheben - Golf - Hockey - Judo - Kanu | - Kraftdreikampf - Leichtathletik - Netball - Ringen - Schießen - Schwimmen - Segeln - Softball - Squash (Details) - Surfen/Wellenreiten - Taekwondo - Tennis - Tischtennis - Touch - Triathlon - Volleyball |

## Medaillenspiegel
| Platz | Land                               | Gold | Silber | Bronze | Gesamt |
| ----- | ---------------------------------- | ---- | ------ | ------ | ------ |
| 1     | Neukaledonien                      | 90   | 69     | 68     | 227    |
| 2     | Tahiti                             | 44   | 43     | 31     | 118    |
| 3     | Samoa                              | 43   | 33     | 50     | 126    |
| 4     | Fidschi                            | 39   | 54     | 43     | 136    |
| 5     | Papua-Neuguinea                    | 38   | 24     | 32     | 94     |
| 6     | Nauru                              | 15   | 9      | 12     | 36     |
| 7     | Palau                              | 9    | 4      | 3      | 16     |
| 8     | Föderierte Staaten von Mikronesien | 6    | 6      | 1      | 13     |
| 9     | Cookinseln                         | 5    | 9      | 8      | 22     |
| 10    | Tonga                              | 3    | 14     | 10     | 27     |
| 11    | Amerikanisch-Samoa                 | 3    | 8      | 11     | 22     |
| 12    | Tokelau                            | 3    | 1      | 1      | 5      |
| 13    | Wallis und Futuna                  | 3    | —      | 1      | 4      |
| 14    | Vanuatu                            | 2    | 1      | 9      | 12     |
| 15    | Salomonen                          | 1    | 12     | 14     | 27     |
| 16    | Guam                               | 1    | 2      | 7      | 10     |
| 17    | Kiribati                           | —    | 4      | 2      | 6      |
| 18    | Marshallinseln                     | —    | 1      | 1      | 2      |
| 18    | Tuvalu                             | —    | 1      | 1      | 2      |
| 18    | Niue                               | —    | 1      | 1      | 2      |
| 21    | Norfolkinsel                       | —    | 1      | —      | 1      |